# Juan de Nova
Juan de Nova (in francese Île Juan de Nova) è un'isola tropicale, bassa e piatta di 4,4 km² di superficie nel Canale del Mozambico, a circa un terzo della distanza fra Madagascar e Mozambico. Deve il suo nome all'esploratore portoghese João da Nova.
L'isola è possedimento della Francia ed è amministrata da un alto commissario della Repubblica con sede alla Reunion, ma è anche rivendicata dal Madagascar. Il suo codice internazionale è JU. La sua sola ferrovia è un breve percorso che arriva su un molo; non ha porti o attracchi se non al largo e solo una pista di atterraggio sterrata lunga circa 1000 metri.
L'isola non ha popolazione indigena, sebbene ci sia una piccola guarnigione militare ed una stazione meteorologica. Il 90% di Juan de Nova è una foresta protetta. La sua unica risorsa sfruttabile è il guano e altri fertilizzanti. Ogni anno si estraggono 12 000 tonnellate di guano.